# Hrabstwo Throckmorton

Piramida wieku hrabstwa

Hrabstwo Throckmorton – hrabstwo położone w USA, w stanie Teksas. Utworzone w 1858 r. Siedzibą hrabstwa jest miasteczko Throckmorton. Z gęstością zaludnienia 0,65 os./km², należy do trzydziestu najsłabiej zaludnionych hrabstw Teksasu. 
Należy do nielicznych hrabstw w Stanach Zjednoczonych należących do tzw. dry county, czyli hrabstw gdzie decyzją lokalnych władz obowiązuje całkowita prohibicja.

## Sąsiednie hrabstwa
- Hrabstwo Baylor (północ)
- Hrabstwo Young (wschód)
- Hrabstwo Stephens (południowy wschód)
- Hrabstwo Shackelford (południe)
- Hrabstwo Haskell (zachód)
- Hrabstwo Archer (północny wschód)
- Hrabstwo Knox (północny zachód)

## Miasta
- Throckmorton
- Woodson

## CDP
- Elbert

## Gospodarka
Gospodarka hrabstwa opiera się przede wszystkim na rolnictwie oraz wydobyciu ropy naftowej i gazu ziemnego. Większość dochodów rolniczych pochodzi z produkcji wołowiny. Wśród upraw dominują pszenica, bawełna, sorgo i soja.

## Ludność
Według danych pięcioletnich z 2023 roku, 89,9% mieszkańców stanowili biali niebędący Latynosami. Mieszkańcy deklarują głównie pochodzenie angielskie (22,7%), irlandzkie (13,7%), niemieckie (12,8%), latynoskie (7,8%) i „amerykańskie” (3,8%).